# شاويانغ (جمهورية الصين الشعبية)
شاويانغ (بالصينية: 邵阳市 )‏ هي مدينة على مستوى محافظة، في جمهورية الصين الشعبية، تتبع خونان، تبلغ مساحتها 20,829 كيلومتر مربع، رمزها البريدي هو 422000.

## المناخ
يظهر الجدول التالي التغييرات المناخية على مدار السنة لشاويانغ:
| البيانات المناخية لـشاويانغ        | البيانات المناخية لـشاويانغ | البيانات المناخية لـشاويانغ | البيانات المناخية لـشاويانغ | البيانات المناخية لـشاويانغ | البيانات المناخية لـشاويانغ | البيانات المناخية لـشاويانغ | البيانات المناخية لـشاويانغ | البيانات المناخية لـشاويانغ | البيانات المناخية لـشاويانغ | البيانات المناخية لـشاويانغ | البيانات المناخية لـشاويانغ | البيانات المناخية لـشاويانغ | البيانات المناخية لـشاويانغ |
| الشهر                              | يناير                       | فبراير                      | مارس                        | أبريل                       | مايو                        | يونيو                       | يوليو                       | أغسطس                       | سبتمبر                      | أكتوبر                      | نوفمبر                      | ديسمبر                      | المعدل السنوي               |
| ---------------------------------- | --------------------------- | --------------------------- | --------------------------- | --------------------------- | --------------------------- | --------------------------- | --------------------------- | --------------------------- | --------------------------- | --------------------------- | --------------------------- | --------------------------- | --------------------------- |
| الدرجة القصوى °م (°ف)              | 24.3 (75.7)                 | 28.9 (84.0)                 | 35.9 (96.6)                 | 34.5 (94.1)                 | 36.2 (97.2)                 | 37.4 (99.3)                 | 39.5 (103.1)                | 38.6 (101.5)                | 37.1 (98.8)                 | 35.3 (95.5)                 | 33.0 (91.4)                 | 24.6 (76.3)                 | 39.5 (103.1)                |
| متوسط درجة الحرارة الكبرى °م (°ف)  | 8.7 (47.7)                  | 10.2 (50.4)                 | 14.4 (57.9)                 | 21.1 (70.0)                 | 26.0 (78.8)                 | 29.4 (84.9)                 | 32.8 (91.0)                 | 32.4 (90.3)                 | 28.3 (82.9)                 | 23.0 (73.4)                 | 17.4 (63.3)                 | 12.1 (53.8)                 | 21.3 (70.4)                 |
| المتوسط اليومي °م (°ف)             | 5.2 (41.4)                  | 6.7 (44.1)                  | 10.7 (51.3)                 | 16.9 (62.4)                 | 21.6 (70.9)                 | 25.2 (77.4)                 | 28.2 (82.8)                 | 27.6 (81.7)                 | 23.7 (74.7)                 | 18.3 (64.9)                 | 12.8 (55.0)                 | 7.7 (45.9)                  | 17.1 (62.7)                 |
| متوسط درجة الحرارة الصغرى °م (°ف)  | 2.6 (36.7)                  | 4.3 (39.7)                  | 7.9 (46.2)                  | 13.7 (56.7)                 | 18.3 (64.9)                 | 22.0 (71.6)                 | 24.4 (75.9)                 | 24.1 (75.4)                 | 20.3 (68.5)                 | 14.9 (58.8)                 | 9.4 (48.9)                  | 4.5 (40.1)                  | 13.9 (57.0)                 |
| أدنى درجة حرارة °م (°ف)            | −10.5 (13.1)                | −6.0 (21.2)                 | −0.6 (30.9)                 | 2.2 (36.0)                  | 9.6 (49.3)                  | 14.1 (57.4)                 | 18.1 (64.6)                 | 18.5 (65.3)                 | 12.2 (54.0)                 | 3.2 (37.8)                  | −1.6 (29.1)                 | −6.9 (19.6)                 | −10.5 (13.1)                |
| الهطول مم (إنش)                    | 67.5 (2.66)                 | 82.8 (3.26)                 | 118.4 (4.66)                | 166.2 (6.54)                | 198.7 (7.82)                | 200.4 (7.89)                | 125.4 (4.94)                | 124.3 (4.89)                | 79.6 (3.13)                 | 87.7 (3.45)                 | 59.6 (2.35)                 | 33.8 (1.33)                 | 1٬344٫4 (52.92)             |
| متوسط أيام هطول الأمطار (≥ 0.1 mm) | 15.3                        | 15.3                        | 18.6                        | 17.8                        | 16.9                        | 15.2                        | 11.4                        | 11.6                        | 8.8                         | 11.7                        | 10.1                        | 9.6                         | 162.3                       |
| المصدر: Weather China              |                             |                             |                             |                             |                             |                             |                             |                             |                             |                             |                             |                             |                             |

## التقسيمات الإدارية
- Shuangqing, Shaoyang [الإنجليزية]‏
- Daxiang, Shaoyang [الإنجليزية]‏
- Beita, Shaoyang [الإنجليزية]‏
- Shaodong [الإنجليزية]‏
- Xinshao County [الإنجليزية]‏
- Shaoyang County [الإنجليزية]‏
- Longhui County [الإنجليزية]‏
- Dongkou County [الإنجليزية]‏
- Suining County, Hunan [الإنجليزية]‏
- Xinning County [الإنجليزية]‏
- Chengbu Miao Autonomous County [الإنجليزية]‏
- ووغانغ  [لغات أخرى]‏.